# Avocettina bowersii
Avocettina bowersii is een  straalvinnige vissensoort uit de familie van langbekalen (Nemichthyidae). De wetenschappelijke naam van de soort werd in 1899 als Labichthys bowersii gepubliceerd door Garman.